# 畢立明
畢立明（1929年—）是田徑運動員，出生于青島。他於1946年進入中華民國陸軍，後隨部隊撤往台灣，在軍旅生涯期間開始接觸田徑運動，逐漸嶄露於長跑方面的才華。當時他締造了男子5000公尺及10,000公尺的全國紀錄，並於臺灣省運動會九度奪冠（5000公尺三冠、10,000公尺六冠），且代表中華民國參加1954年亞洲運動會及1958年亞洲運動會，獲得一枚銅牌，成為民國四十年代台灣長跑界的代表運動員。